# مارسلند (نبراسکا)
مارسلند (به انگلیسی: Marsland) یک منطقهٔ مسکونی در ایالات متحده آمریکا است که در شهرستان داوز، نبراسکا واقع شده‌است. مارسلند ۱٬۲۶۷٫۹۸ متر بالاتر از سطح دریا واقع شده‌است.